# 7.ª reunião de cúpula do G20
A 7.ª reunião de cúpula do G20, ou cúpula de Los Cabos do G20 de 2012, ocorreu no México, em Los Cabos, no ano de 2012, entre os países membros do Grupo dos Vinte (G20).
O encontro foi realizado no Centro de Convenções de Los Cabos, San José del Cabo, Los Cabos, México, entre 18 e 19 de junho de 2012.

## Bastidores
A versão final do comunicado da Cúpula do G20 em Toronto tornou-se o anúncio público de que a Cúpula de 2011 em Cannes seria seguida pela Cúpula de 2012 em Los Cabos.

## Preparações
O planejamento prévio para a cúpula começou em 2010. Em janeiro, a vice-chanceler mexicana, Lourdes Aranda, patrocinou uma reunião preliminar na Cidade do México. Estiveram presentes "sherpas" (representantes) dos Ministérios das Relações Exteriores do G20.
O centro de convenções foi projetado e construído pelo arquiteto mexicano Fernando Romero em um período de sete meses. O prédio abriga a maior parede verde do mundo, cobrindo uma área de 2.700 metros quadrados.

## Agenda
O México acredita que o fórum pode representar melhor os países em desenvolvimento tanto na visão quanto na política. Sob a liderança do presidente Felipe Calderón, o México buscou ampliar o escopo do enfoque de desenvolvimento do G20. Calderón também disse sobre o financiamento do Fundo Monetário Internacional (FMI) que "será a primeira vez que o fundo será capitalizado sem os EUA, o que reflete a importância dos mercados emergentes." O ministro da fazenda do Brasil, Guido Mantega, acrescentou que os países do BRICS "vão fazer uma contribuição adicional ao FMI que será anunciada na reunião dos líderes", em relação a um montante semelhante anunciado pelo grupo em abril de cerca de 75 bilhões de dólares. Os líderes europeus foram pressionados pelas principais economias para resolver a crise da dívida pública da Zona Euro, depois que o partido Nova Drmocracia venceu uma eleição legislativa por pluralidade na Grécia, em junho.

## Líderes participantes

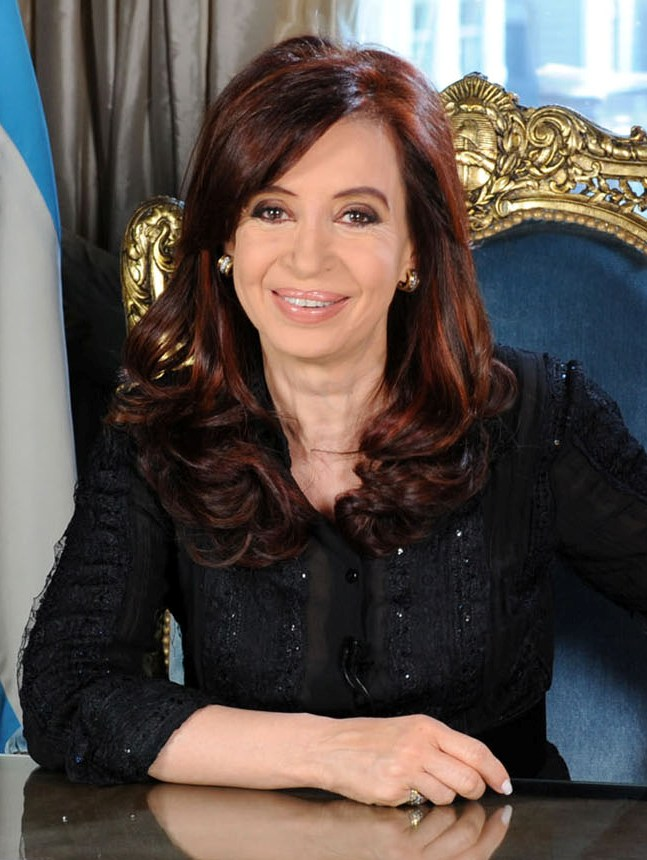
Argentina Cristina Kirchner, presidente
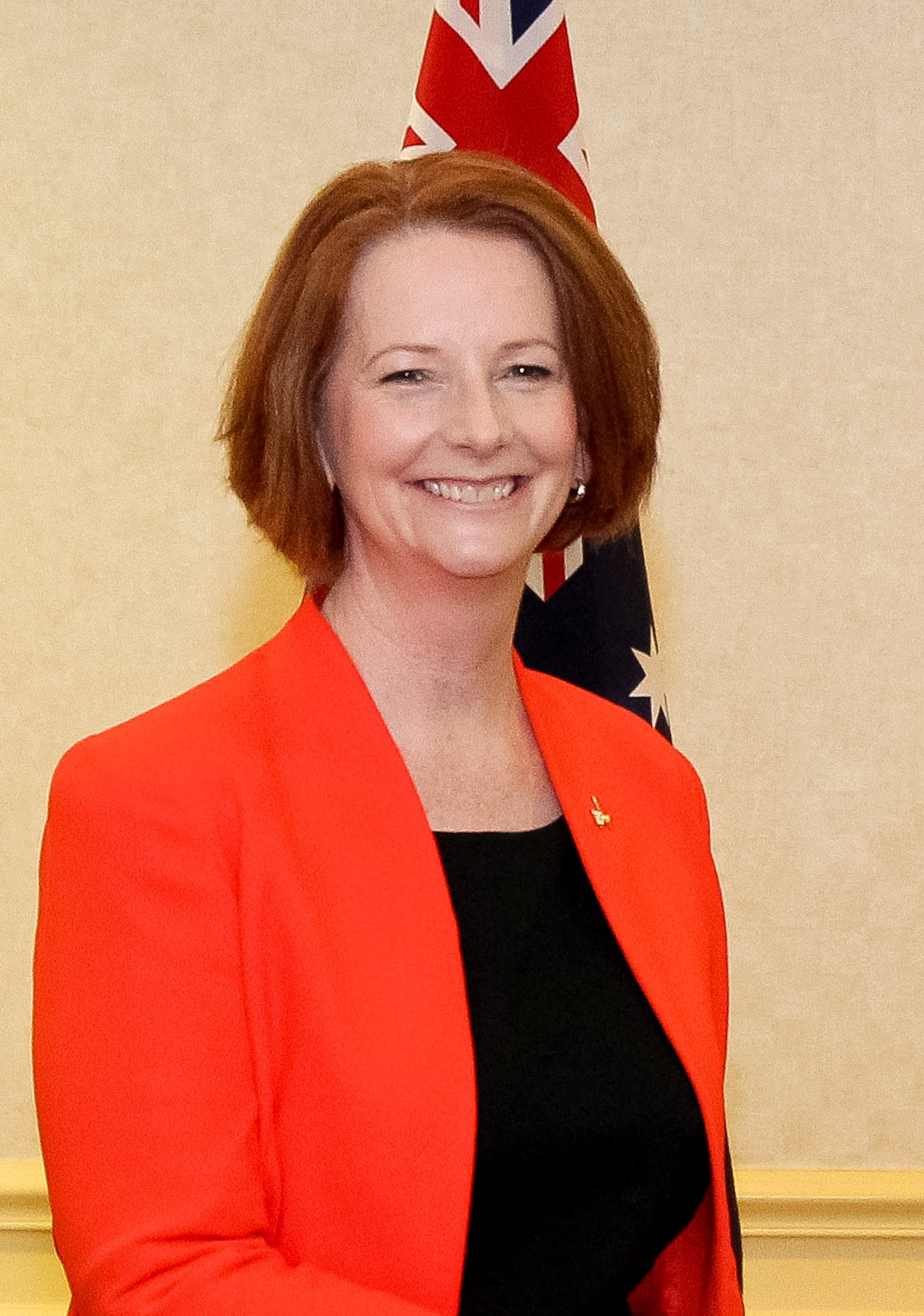
Austrália Julia Gillard, primeiro-ministro
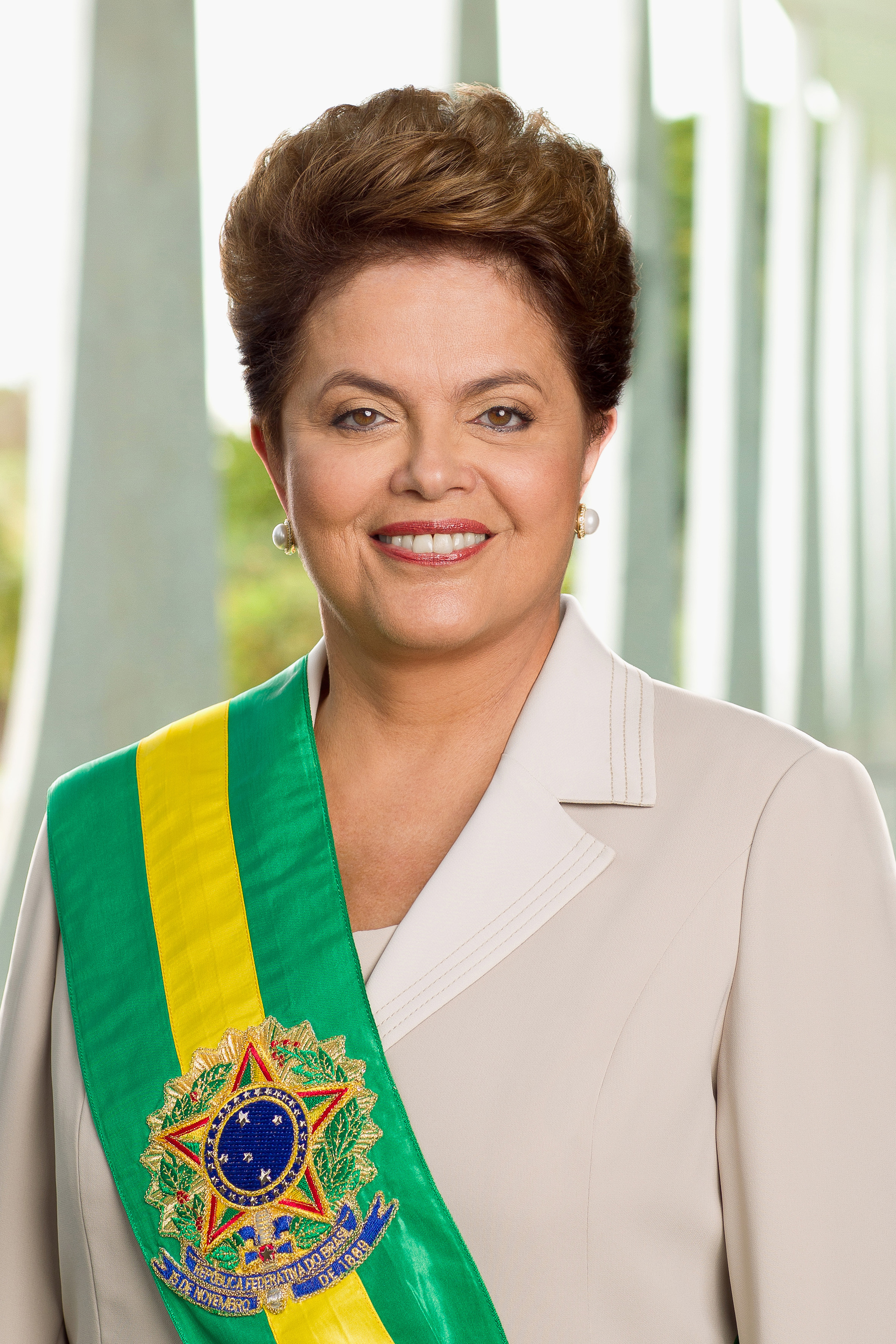
Brasil Dilma Rousseff, presidente
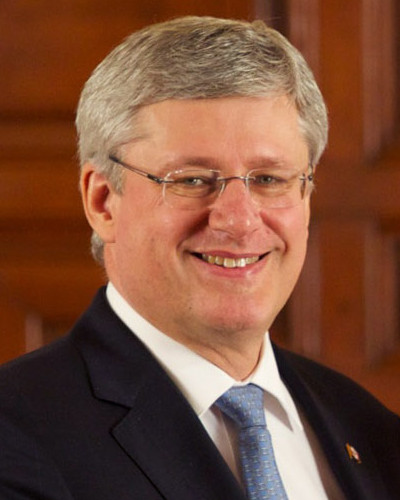
Canadá Stephen Harper, primeiro-ministro
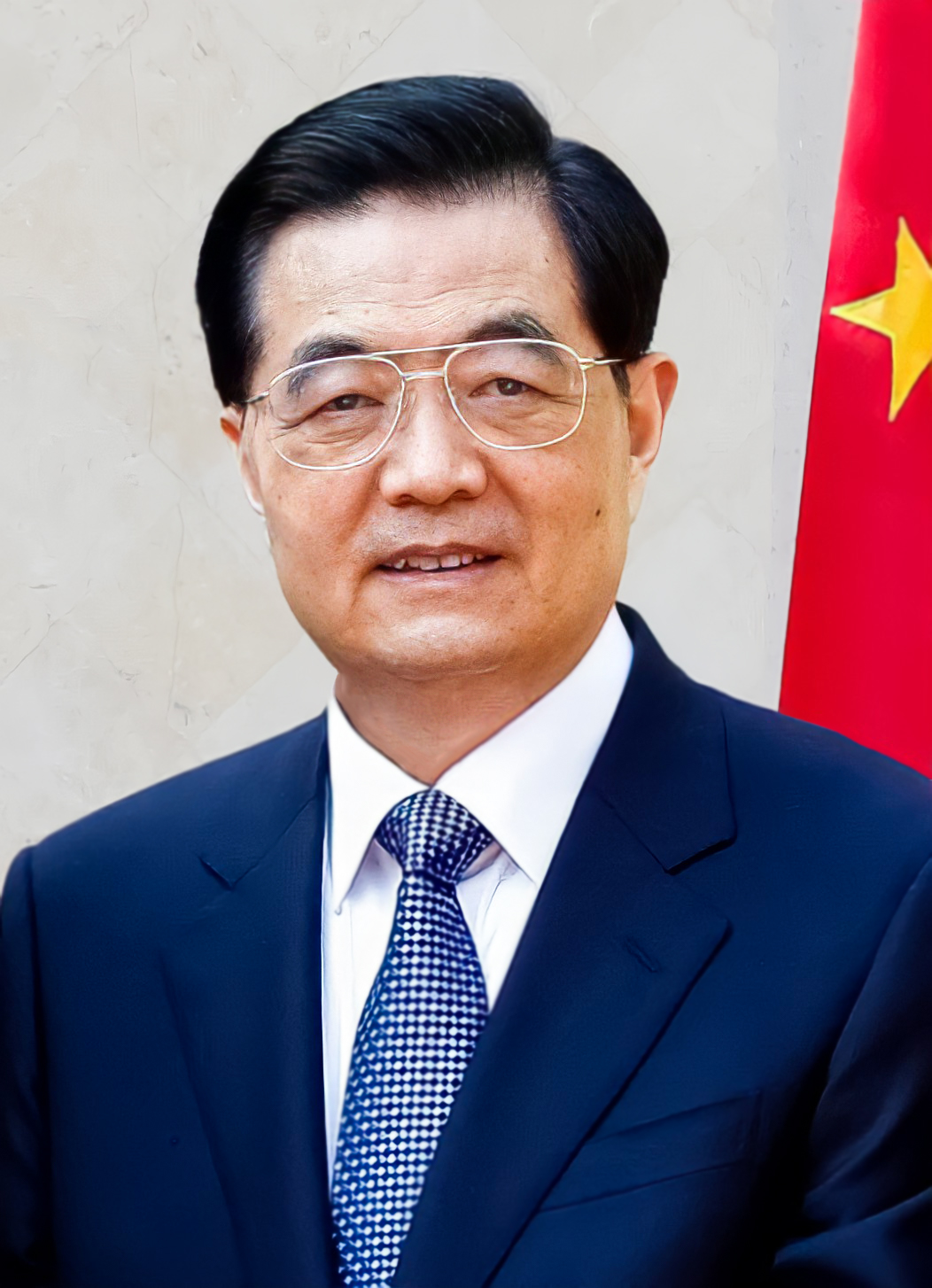
China Hu Jintao, presidente
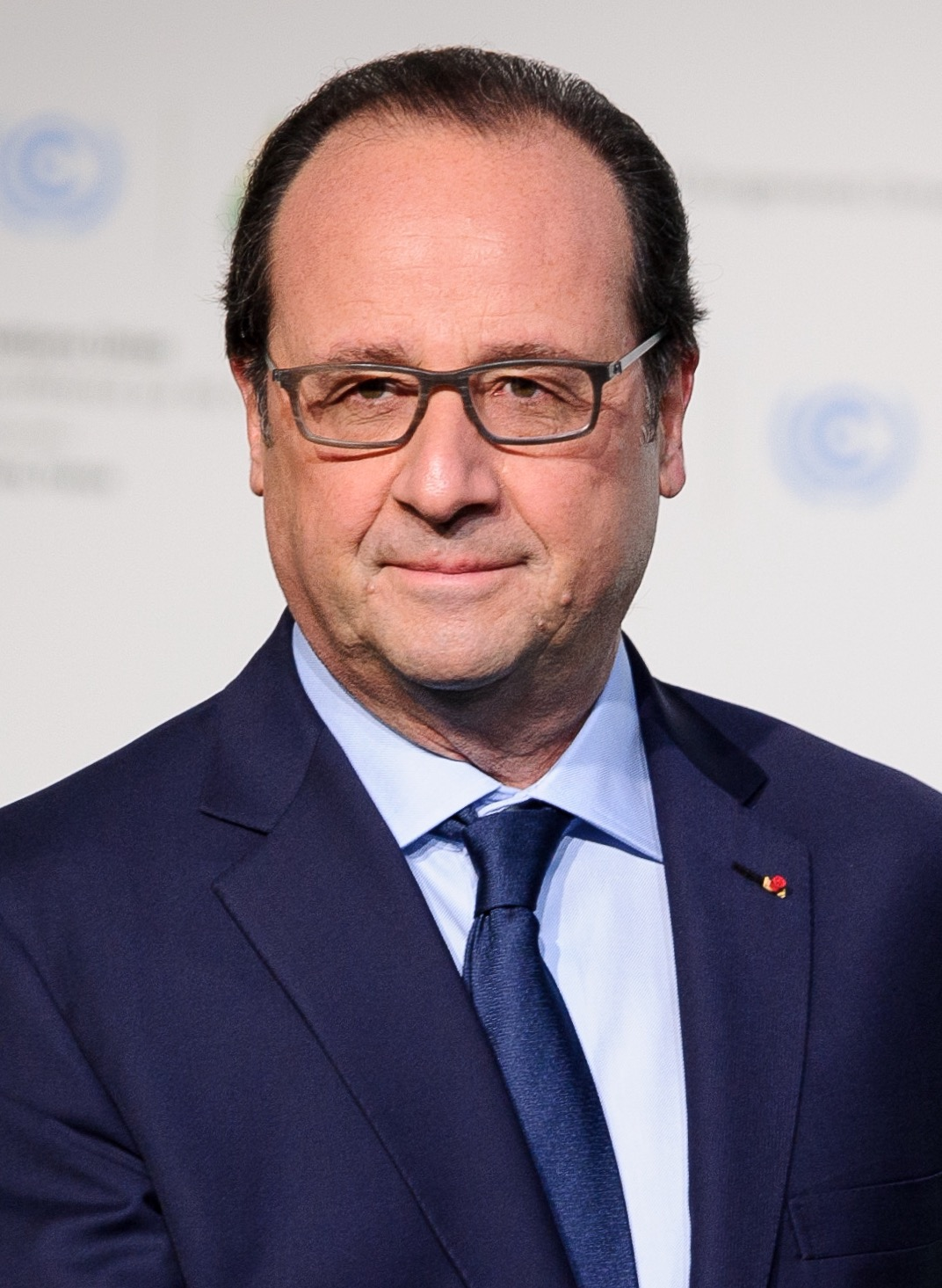
França François Hollande, presidente
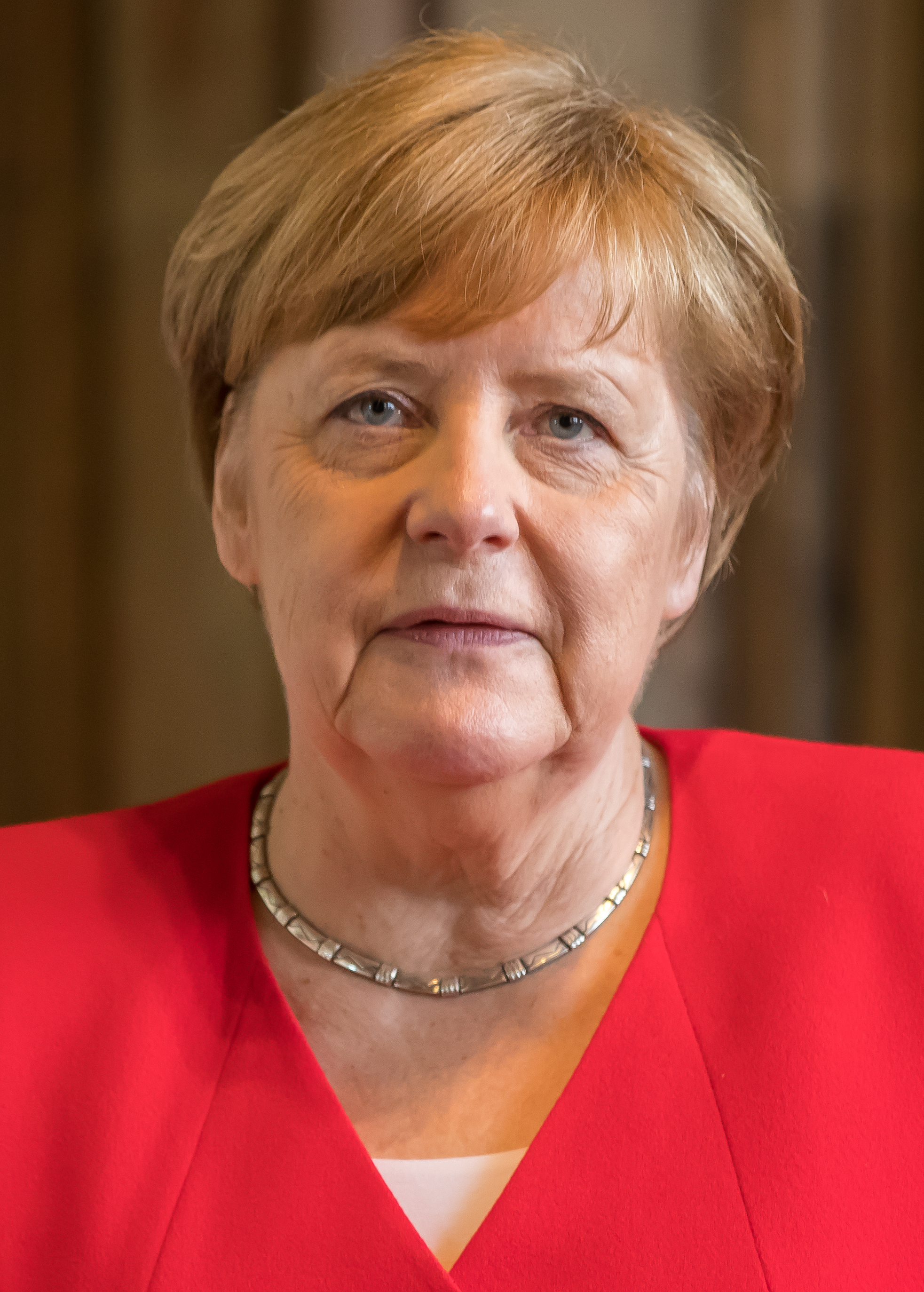
Alemanha Angela Merkel, chanceler
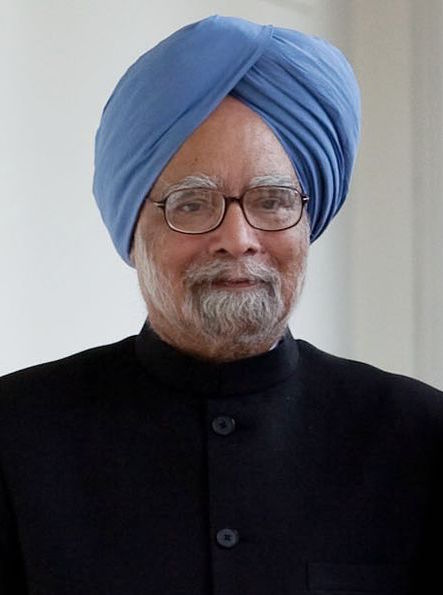
Índia Manmohan Singh, primeiro-ministro
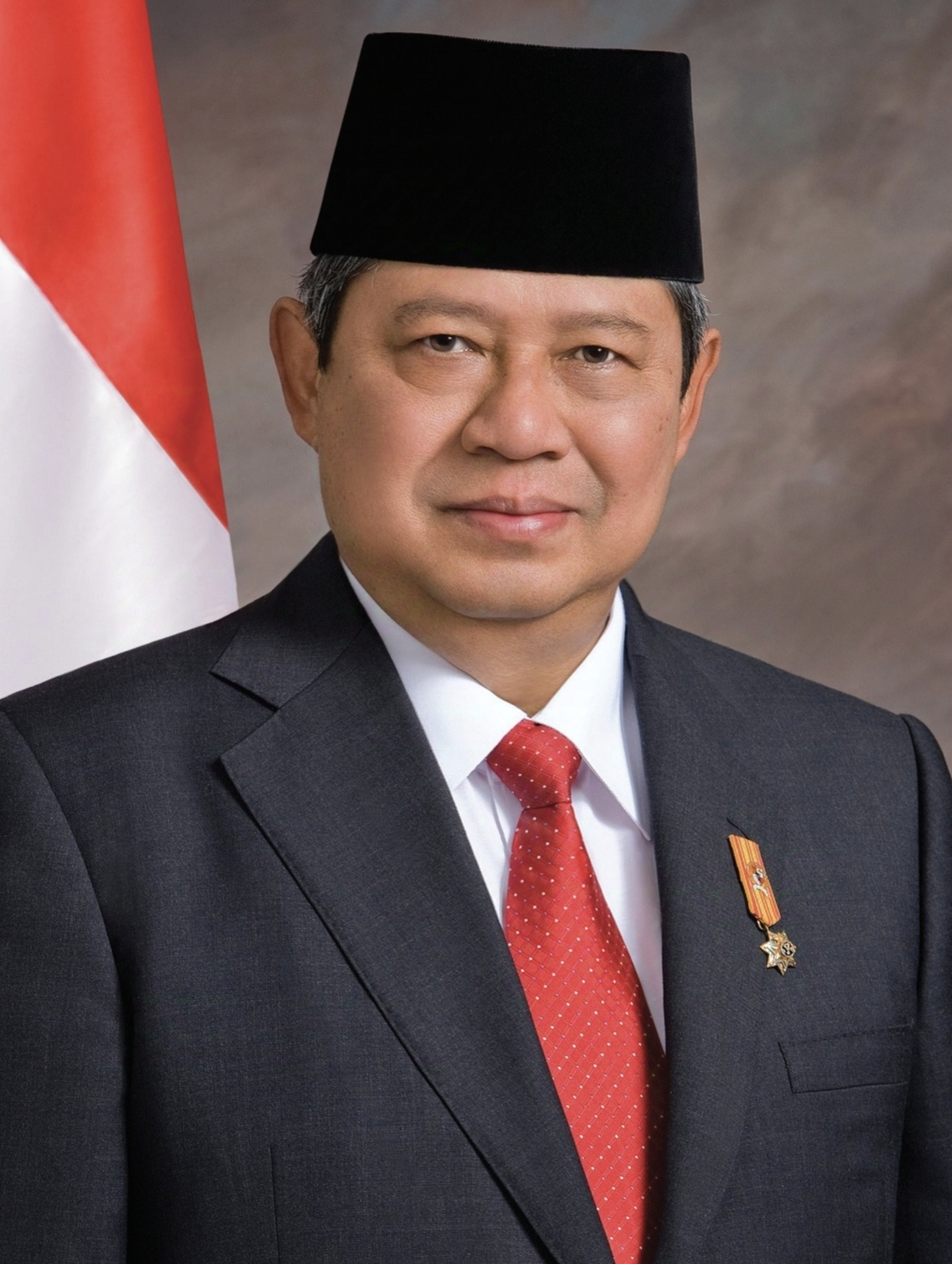
Indonésia Susilo Bambang Yudhoyono, presidente
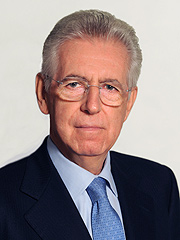
Itália Mario Monti, primeiro-ministro
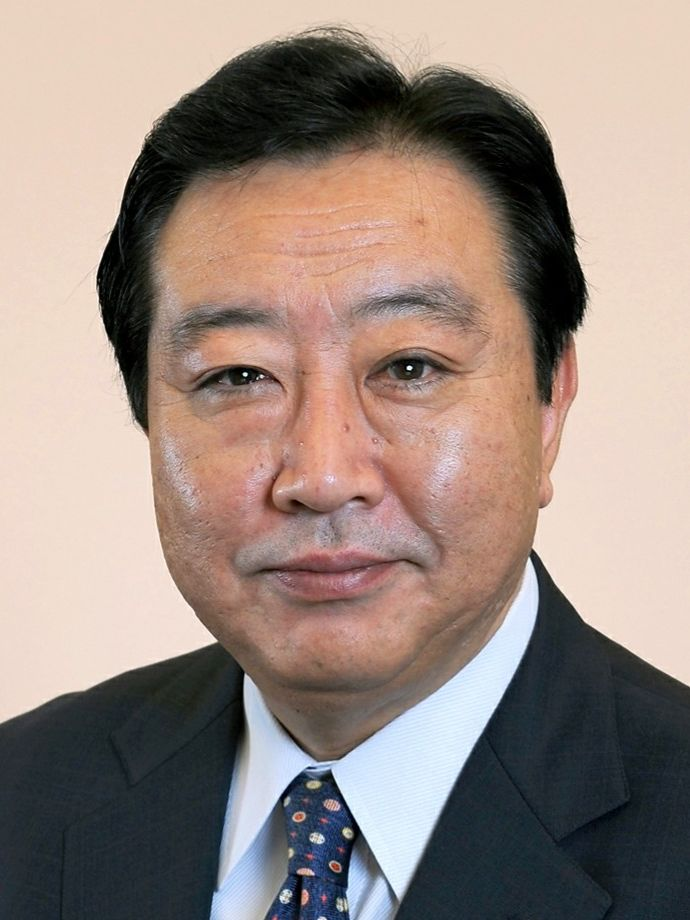
Japão Yoshihiko Noda, primeiro-ministro
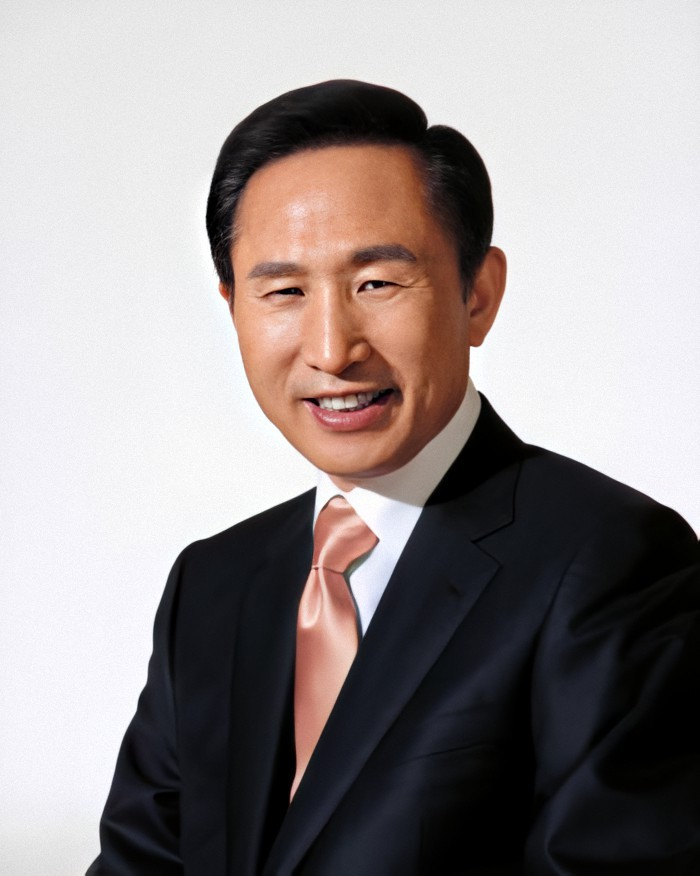
Coreia do Sul Lee Myung-bak, presidente
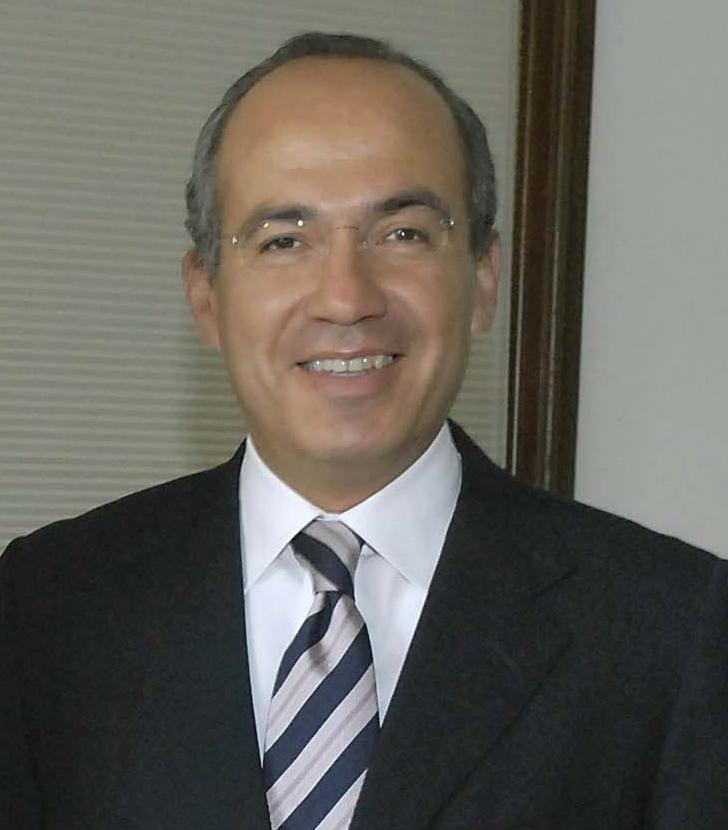
México Felipe Calderón, presidente
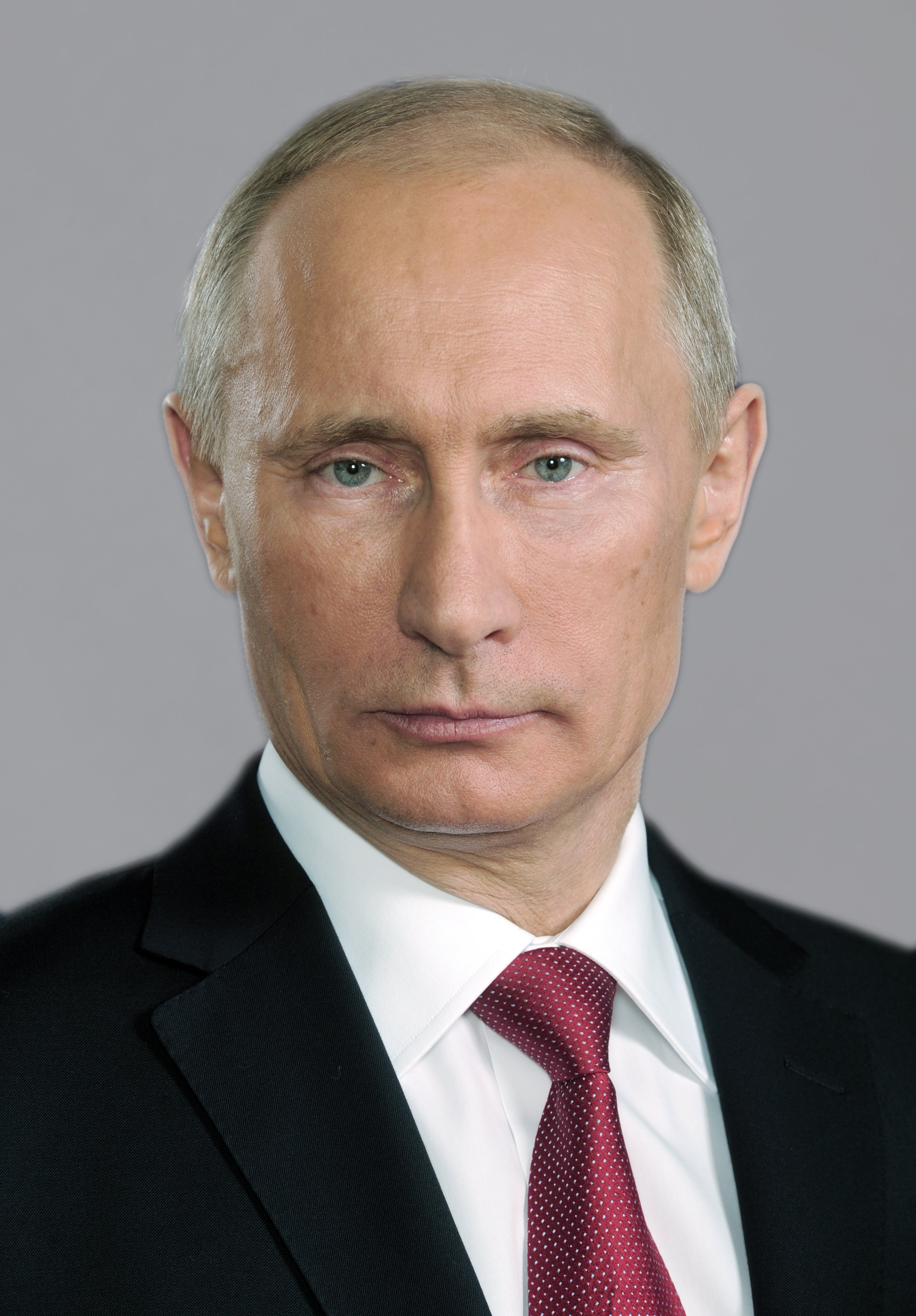
Rússia Vladimir Putin, presidente
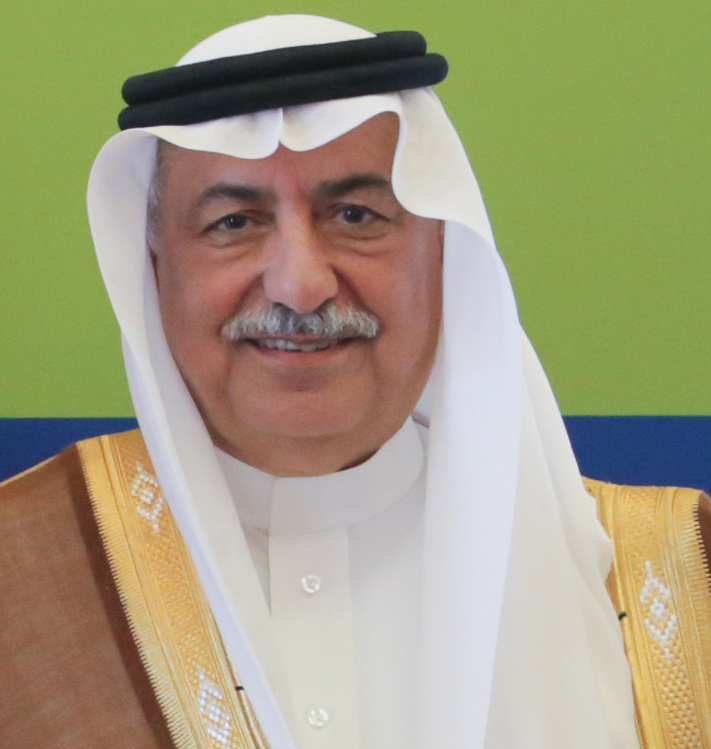
Arábia Saudita Ibrahim Abdulaziz Al-Assaf, Ministro da Economia
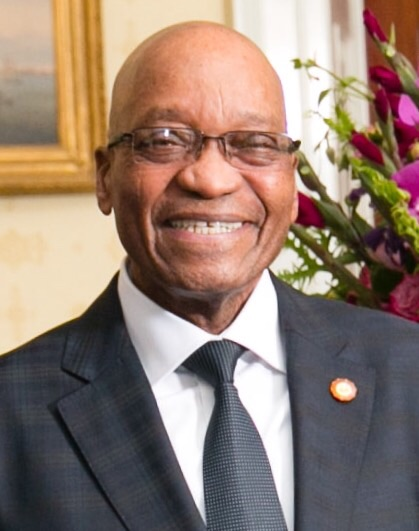
África do Sul Jacob Zuma, presidente
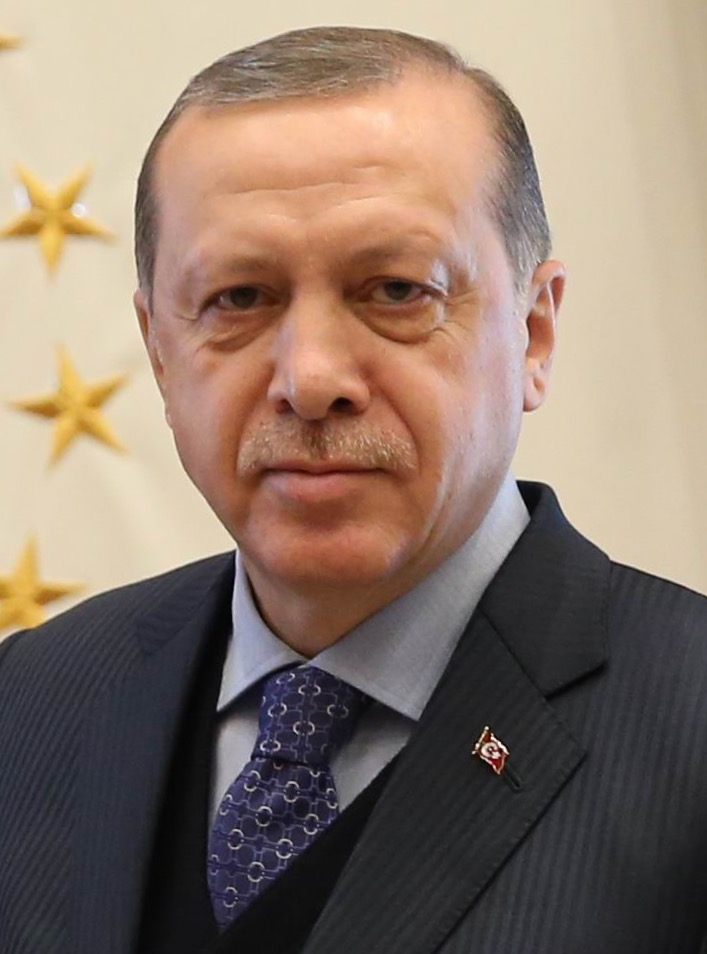
Turquia Recep Tayyip Erdoğan, presidente
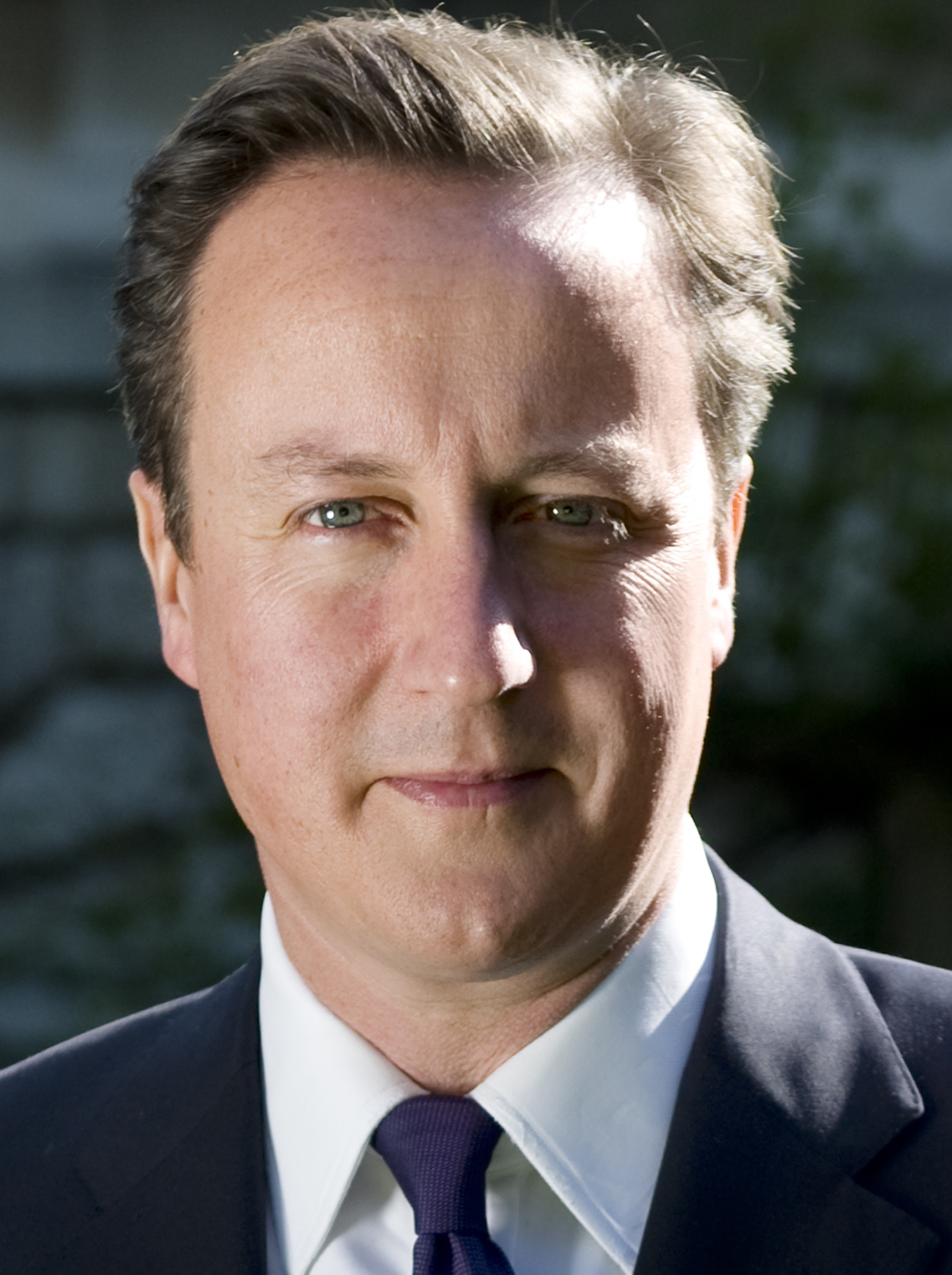
Reino Unido David Cameron, primeiro-ministro
Estados Unidos Barack Obama, presidente
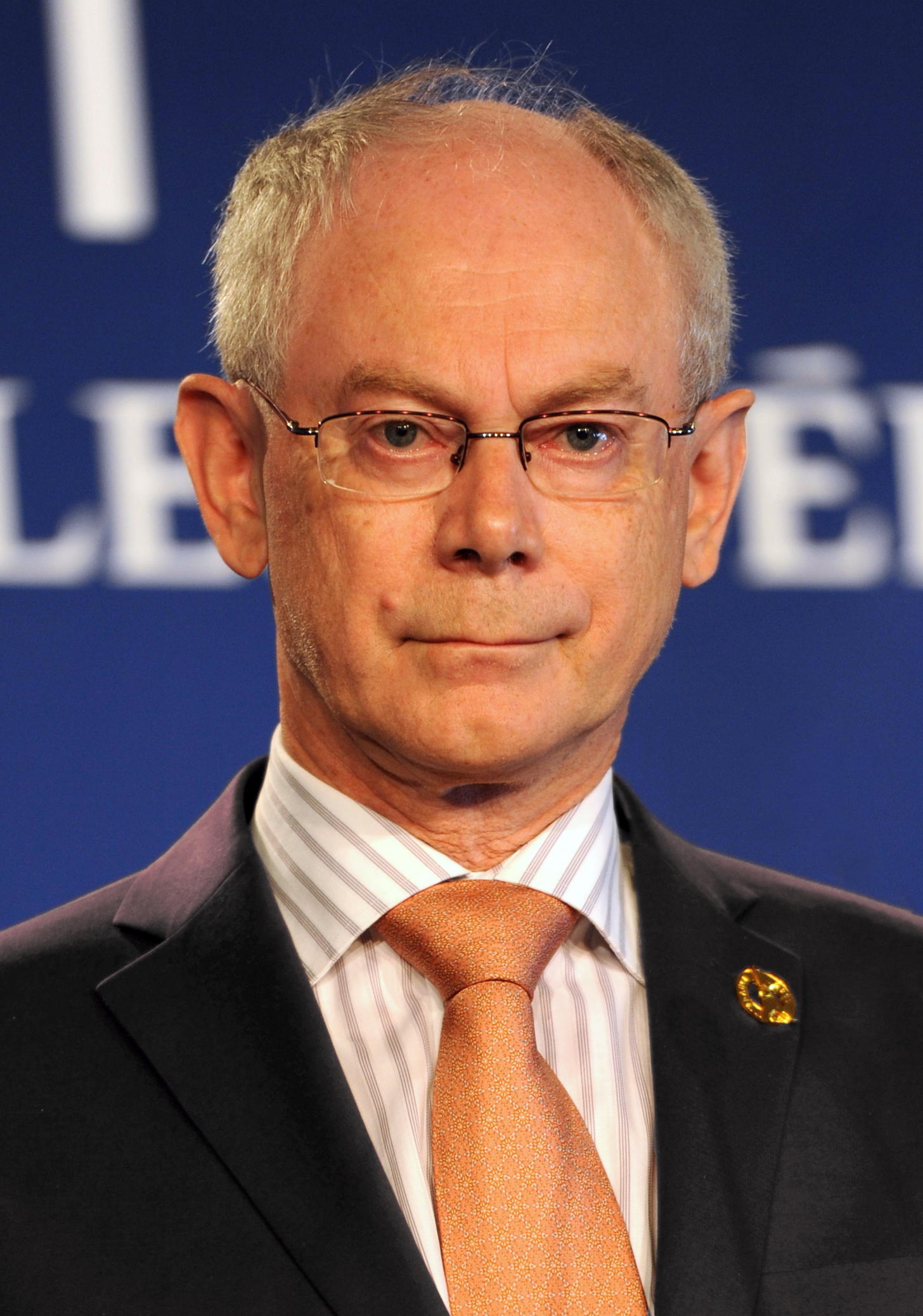
União Europeia Herman Van Rompuy, Presidente do Conselho Europeu
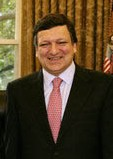
União Europeia José Manuel Barroso, Presidente da Comissão Europeia

### Convidados

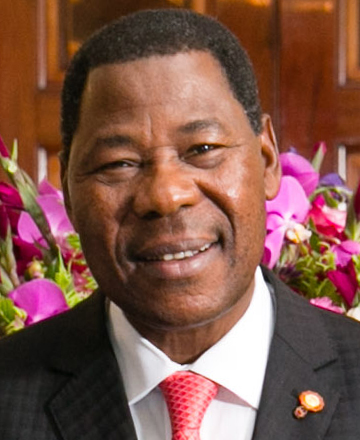
Benim Yayi Boni, presidente
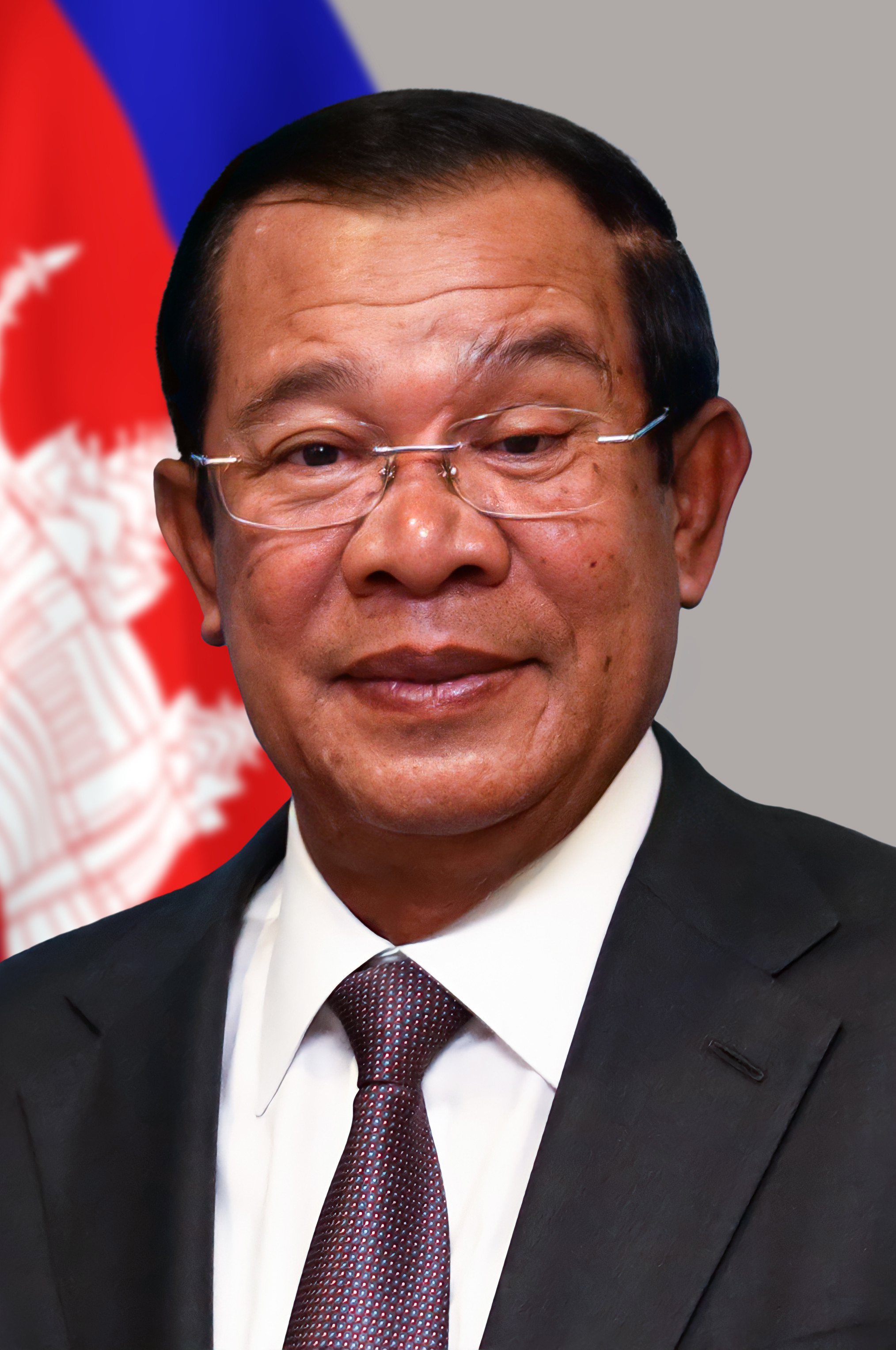
Camboja Hun Sen, primeiro-ministro
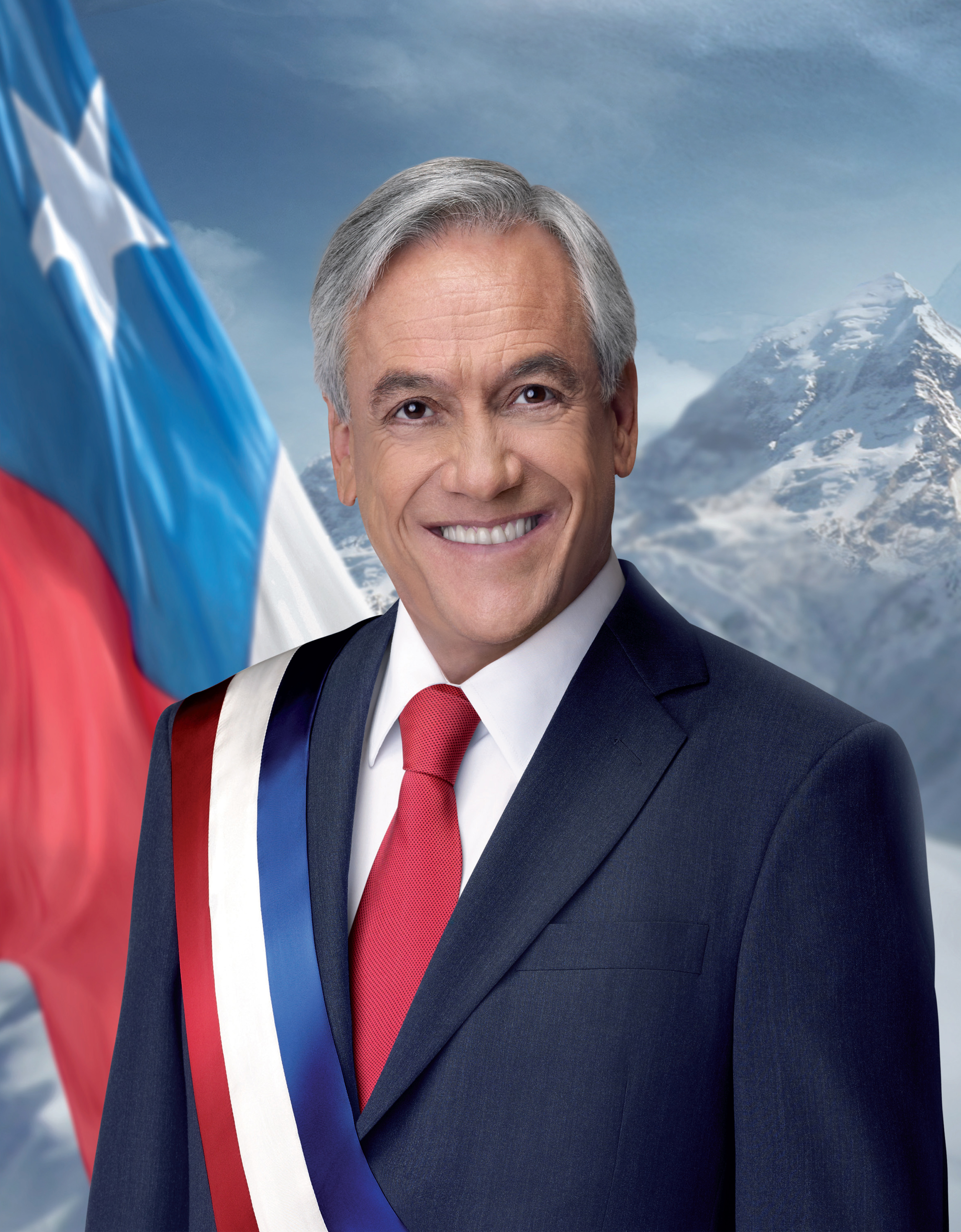
Chile Sebastián Piñera, presidente
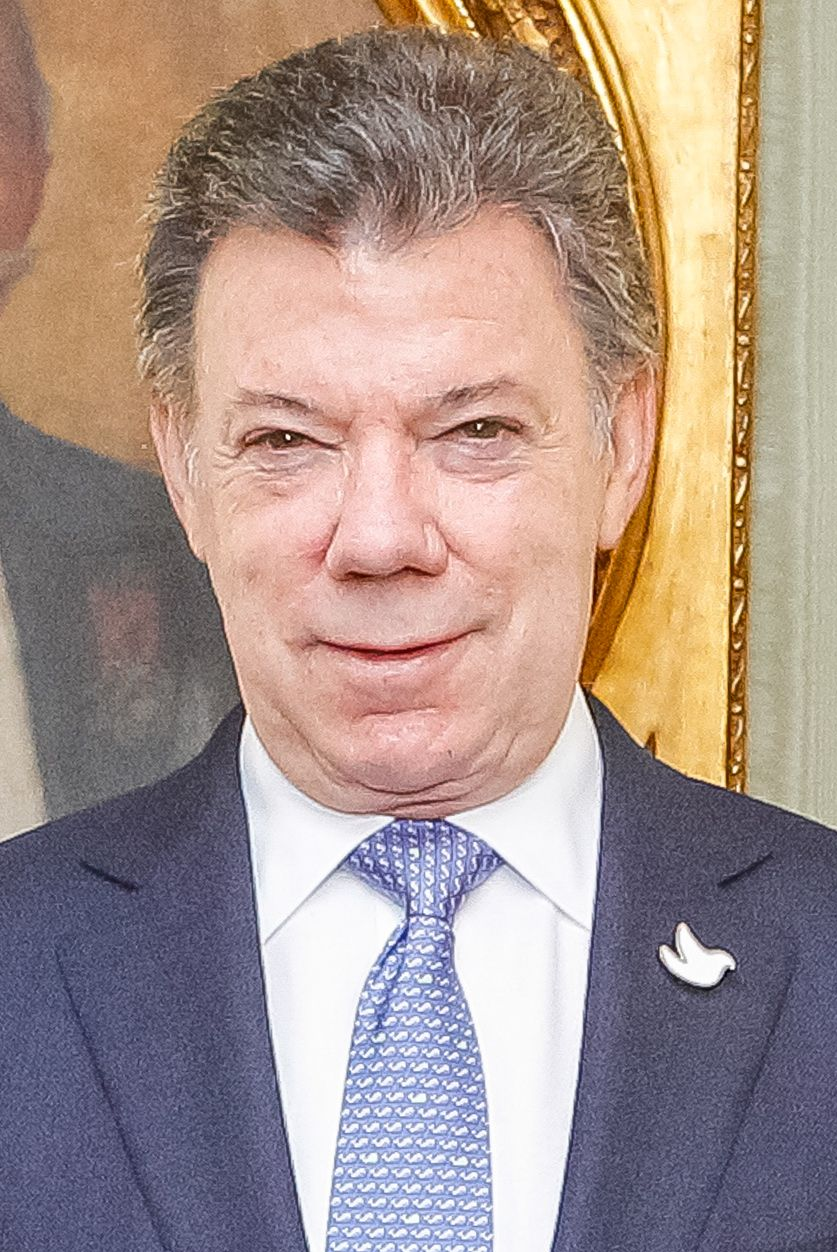
Colômbia Juan Manuel Santos, presidente
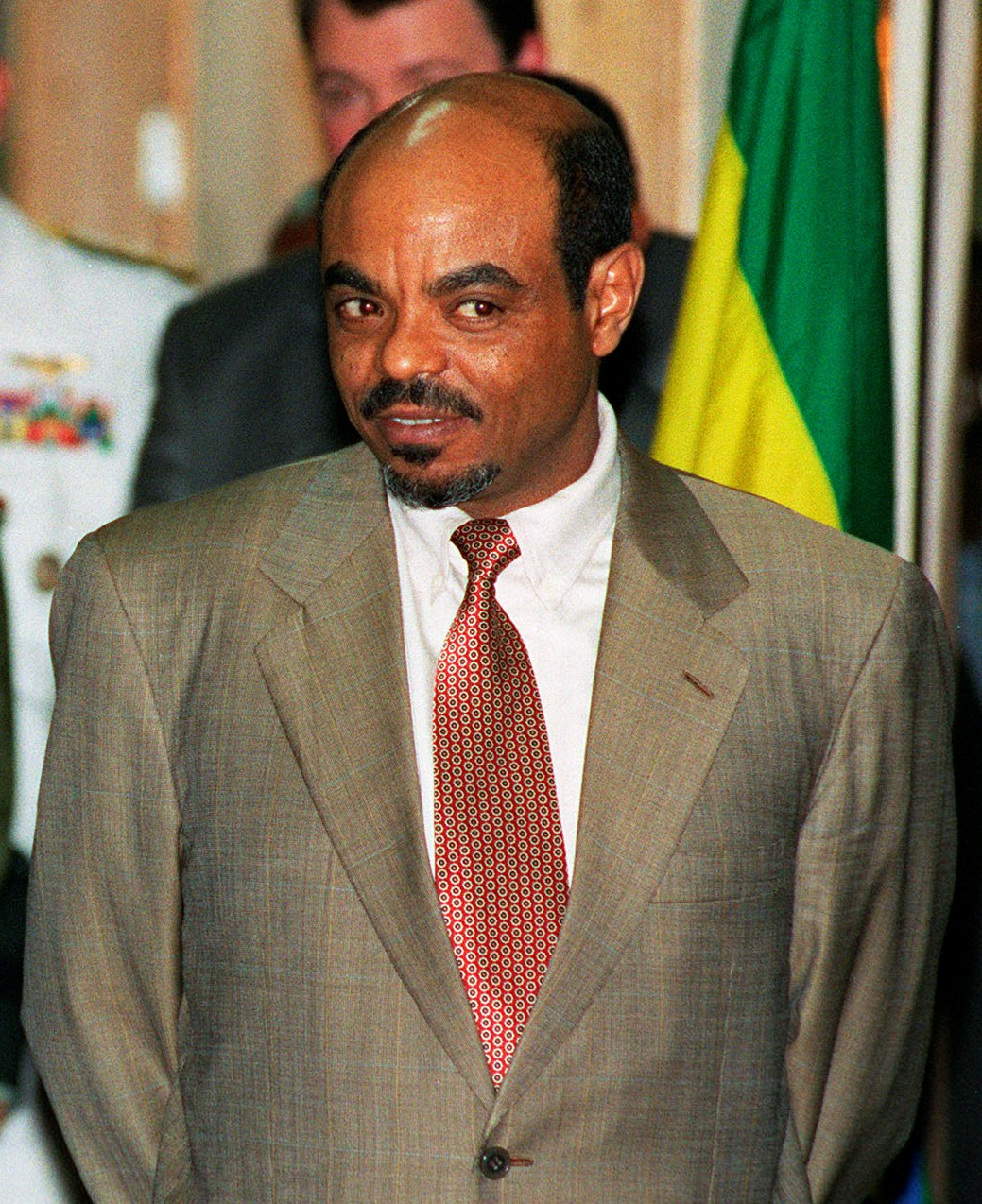
Etiópia Meles Zenawi, primeiro-ministro
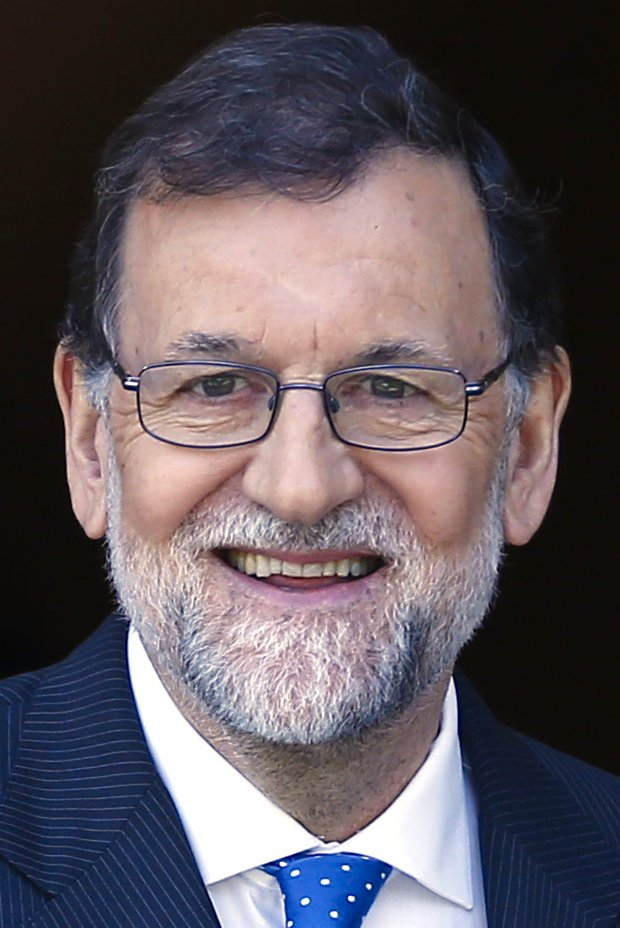
Espanha Mariano Rajoy, primeiro-ministro, convidado permanente

### Organizações internacionais

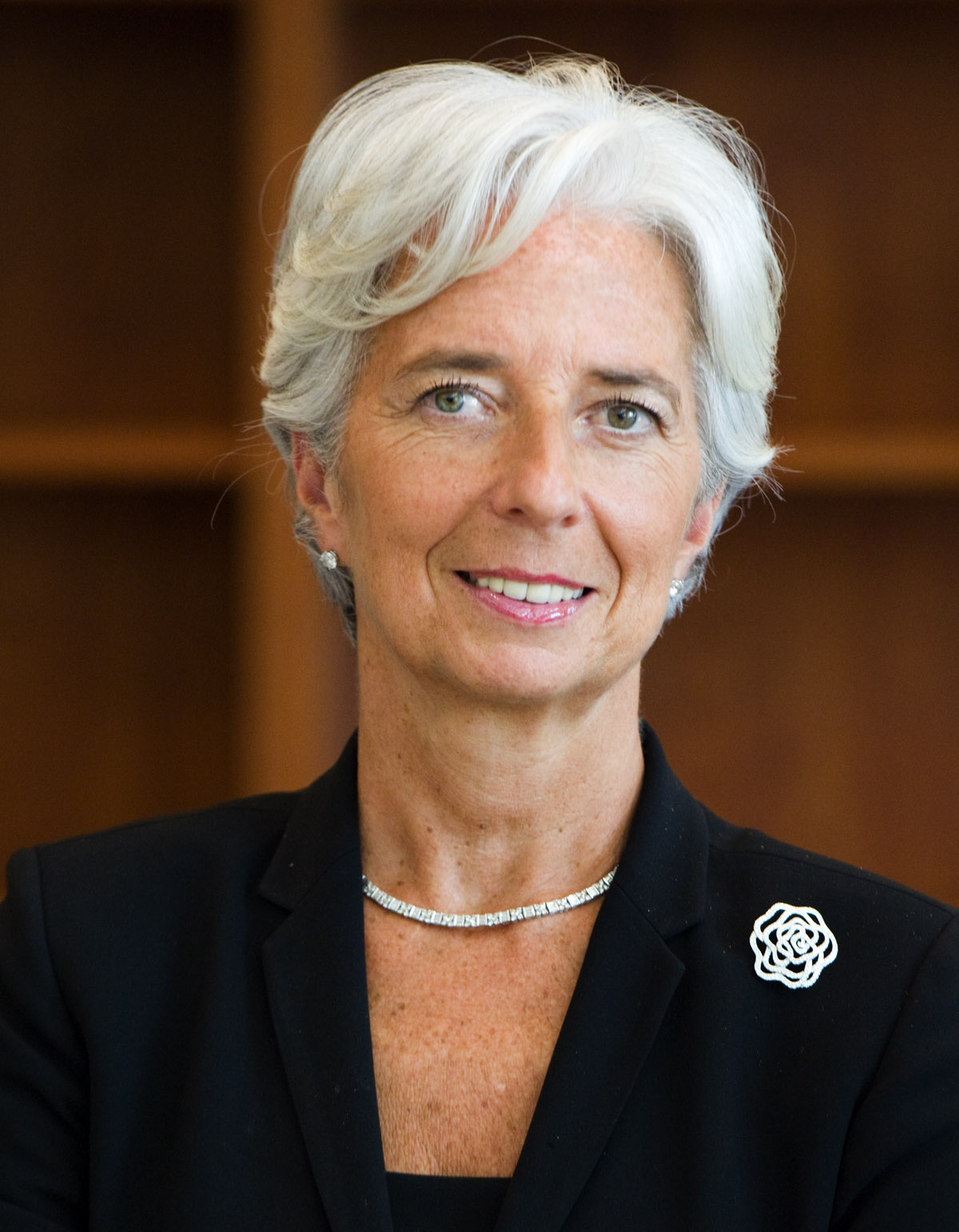
Fundo Monetário Internacional Christine Lagarde, diretora executiva
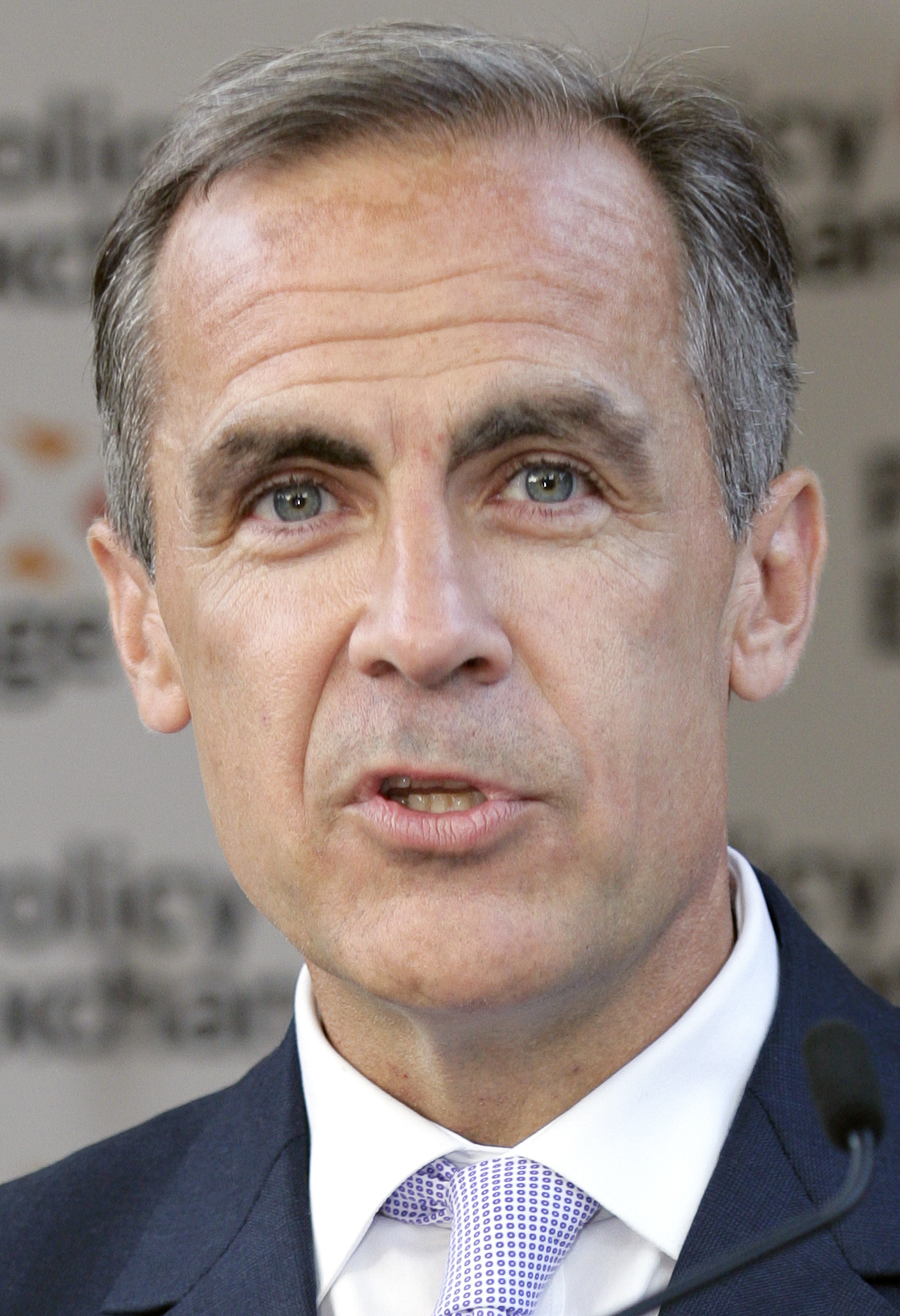
Conselho de Estabilidade Financeira Mark Carney, presidente
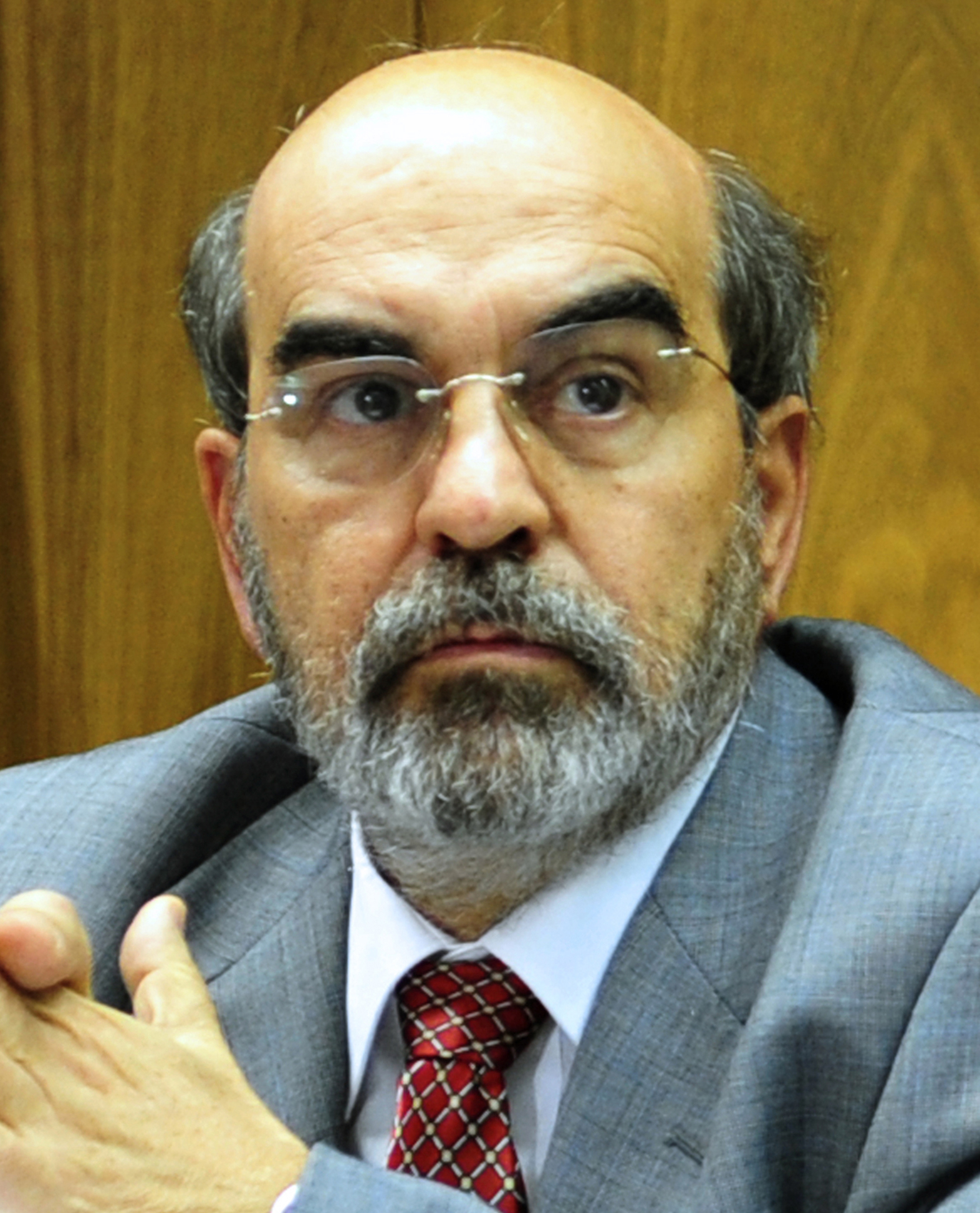
Organização das Nações Unidas para Alimentação e Agricultura José Graziano da Silva, diretor-geral
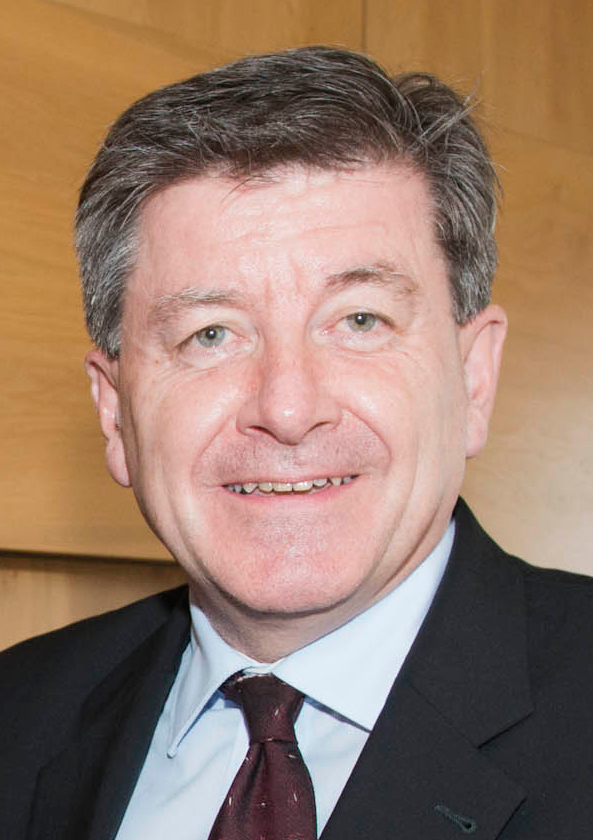
Organização Internacional do Trabalho Guy Ryder, diretor-geral
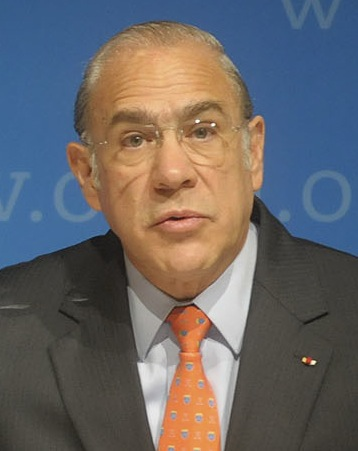
Organização para a Cooperação e Desenvolvimento Econômico José Ángel Gurría, secretário-geral
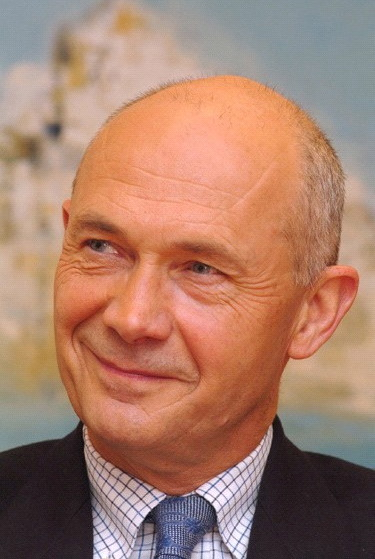
Organização Mundial do Comércio Pascal Lamy, diretor-geral
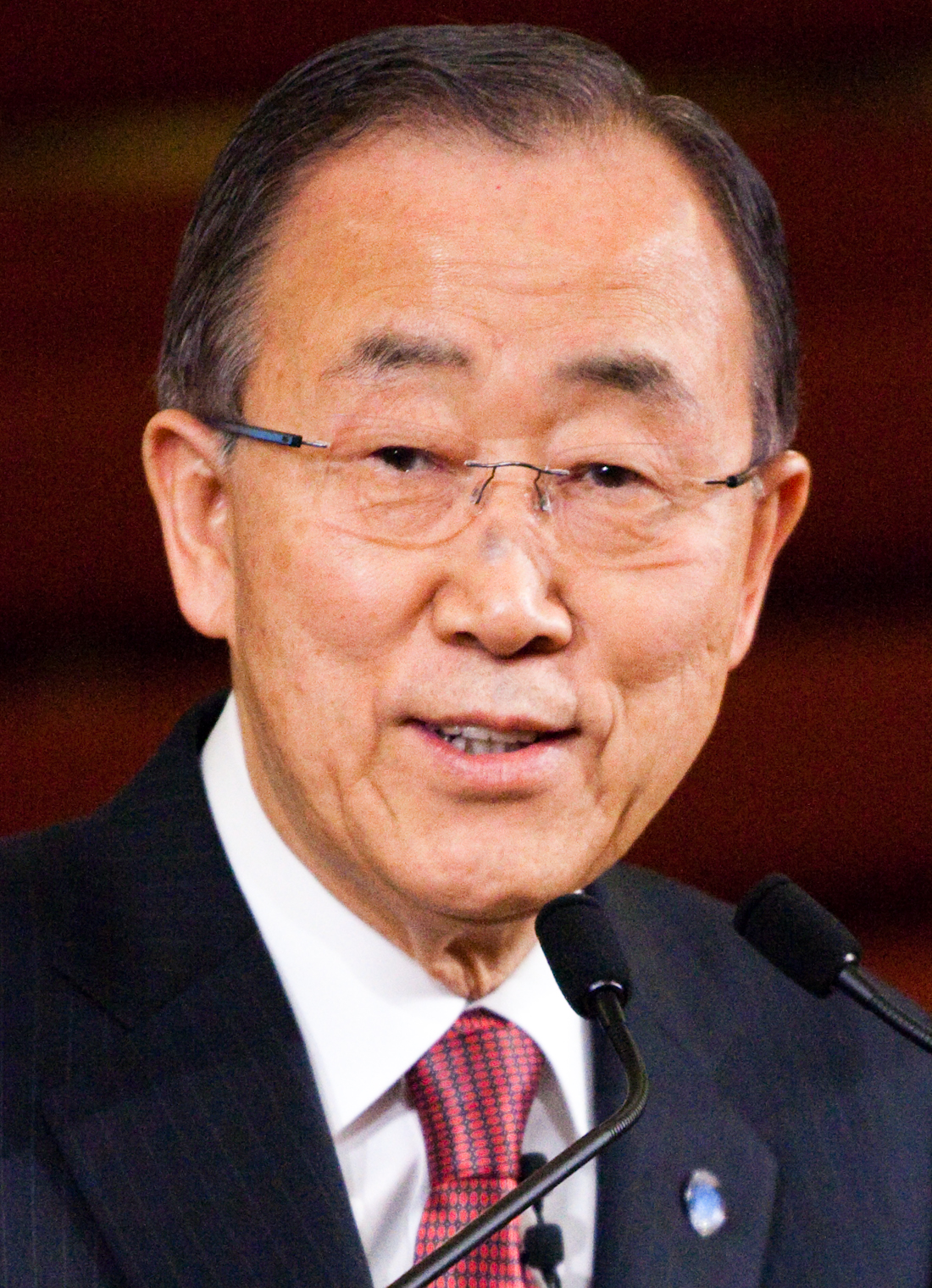
Organização das Nações Unidas Ban Ki-moon, secretário-geral
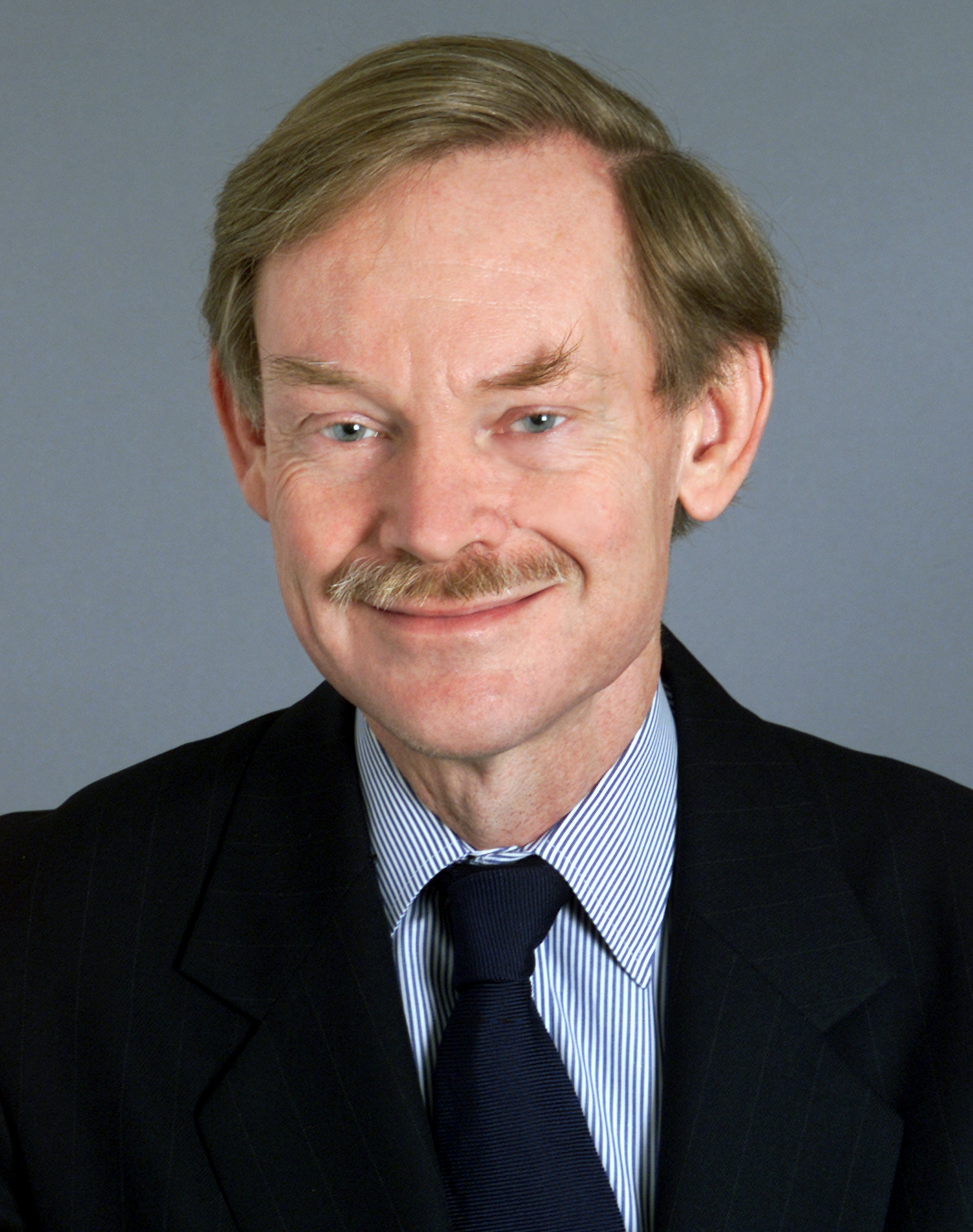
Grupo Banco Mundial Robert Zoellick, presidente

## Reuniões paralelas
O presidente dos EUA, Barack Obama, planejou, primeiro, uma reunião com o presidente russo, Vladimir Putin, que deveria durar uma hora e meia e cobrir "projeção de implantação de escudo antimísseis na Europa, perspectivas de acordo de paz na Síria e laços bilaterais, incluindo a Lei de Responsabilidade do Estado de Direito de Sergei Magnitsky". Obama e Putin fizeram uma declaração conjunta sobre o levante sírio de 2011-2012 que dizia: "A fim de parar o derramamento de sangue na Síria, pedimos o fim imediato de toda a violência. Estamos unidos na crença de que o povo sírio deve ter o oportunidade de escolher de forma independente e democrática seu próprio futuro." Também seguiu a intenção da Rússia de enviar dois navios de guerra russos, Nikolai Filchenkov e Tsezar Kunikov, com fuzileiros para sua base naval em Tartus. Como resultado da eleição grega de junho, uma reunião bilateral entre a chanceler alemã Angela Merkel e o presidente dos EUA, Barack Obama, sobre a situação na Zona do Euro também foi planejada.
10 Downing Street emitiu um comunicado que afirmava que o primeiro-ministro britânico David Cameron confrontou a presidente argentina Cristina Fernández de Kirchner com uma carta que ela havia enviado a ele sobre a soberania das Ilhas Malvinas. Fernandéz disse a ele que a questão deveria ser resolvida nos termos da resolução 40/21 da Assembleia Geral das Nações Unidas de novembro de 1985. Cameron teria dito que "não estou propondo uma discussão completa agora sobre as Malvinas, mas espero que você tenha notado que eles estão realizando um referendo e você deve respeitar seus pontos de vista. Devemos acreditar na autodeterminação e agir como democratas aqui no G20." O comunicado disse que Cameron a confrontou "com vigor"; no entanto, o chanceler argentino Héctor Timerman disse: "A presidente tinha as resoluções da ONU e disse a Cameron: 'Vamos respeitar as Nações Unidas'. O primeiro-ministro se recusou a aceitar os documentos, deu as costas e foi embora sem se despedir. Depois de anos atuando como potência colonial, eles se esqueceram de que são os responsáveis pela existência do colonialismo e que foram países como a Argentina que derrotaram a maioria dos projetos coloniais do mundo". O Gabinete do Primeiro Ministro disse, mais tarde, que "não precisamos de um envelope de Fernandez para saber o que dizem as resoluções da ONU ... Todas as resoluções se referem à carta da ONU, que consagra o princípio da autodeterminação, que é o que pedimos aos argentinos que respeitem."

## Convention Center
O Convention Center, localizado em Los Cabos, no México, foi projetado pelo arquiteto mexicano Fernando Romero. O elemento distintivo do centro é sua parede verde, a maior do mundo, com uma área de 2700 metros quadrados.